# Jugoslovanska hokejska liga 1950/51
Sezona 1950/51 jugoslovanske hokejske lige je bila osma sezona jugoslovanskega prvenstva v hokeju na ledu. Naslov jugoslovanskega prvaka so drugič osvojili hokejisti srbskega kluba HK Partizan Beograd. O naslovu prvaka je odločal turnir v Planici in Kranjski Gori, ki je potekal med 16. in 19. januarjem 1951.

## Lestvica
| Klub                   | OT | Z | N | P | DG | PG | GR  | Toč |
| ---------------------- | -- | - | - | - | -- | -- | --- | --- |
| 1. HK Partizan Beograd | 3  | 3 | 0 | 0 | 31 | 2  | +29 | 6   |
| 2. KHL Mladost Zagreb  | 3  | 2 | 0 | 1 | 17 | 16 | +1  | 4   |
| 3. HK Ljubljana        | 3  | 1 | 0 | 2 | 8  | 18 | -10 | 2   |
| 4. S.D. Zagreb         | 3  | 0 | 0 | 3 | 6  | 26 | -20 | 0   |